# Freddy Herrera
Freddy Eladio Herrera Cheng (Santiago, Veraguas, 17 de diciembre de 1973) es un jardinero de béisbol. Jugó en la selección nacional de béisbol de Panamá y participó en el Clásico Mundial de Béisbol de 2006.

## Carrera
En la Liga de béisbol juvenil de Panamá jugó para Veraguas y en la Liga de Béisbol de Panamá para Veraguas y la Selección de béisbol de Chiriquí.

## Selección nacional
En los Juegos Panamericanos de 1999, conectó un jonrón de dos carreras, pero eso no fue suficiente para superar al Team USA. Bateó .387 con siete dobles en la Copa Mundial de Béisbol de 2001, y en la Copa Intercontinental de 2002 bateó .324. En la Copa Mundial de Béisbol de 2005, Herrera bateó .389 con 10 carreras y 10 carreras impulsadas en 11 juegos. Herrera tuvo sólo un hit en siete turnos al bate en el Clásico Mundial de Béisbol de 2006. Tuvo tres hits en 17 turnos al bate en los Juegos Centroamericanos y del Caribe de 2006 y en el clasificatorio de la Confederación Panamericana de Béisbol de 2006 para los Juegos Olímpicos de 2008 bateó sólo .219. En los Juegos Panamericanos de 2007, Herrera conectó tres hits en 11 turnos al bate, y logró tres hits en nueve turnos al bate en la Copa Mundial de Béisbol de 2007. En la Copa América de Béisbol de 2008, bateó  .160.